# Каса-Гранде (Аризона)
Каса-Гранде (англ. Casa Grande)  також Вайном Вог (оодхам Wainom Wo:g) — місто (англ. city) в США, в окрузі Пінал штату Аризона. Населення — 53 658 осіб (2020).

## Опис

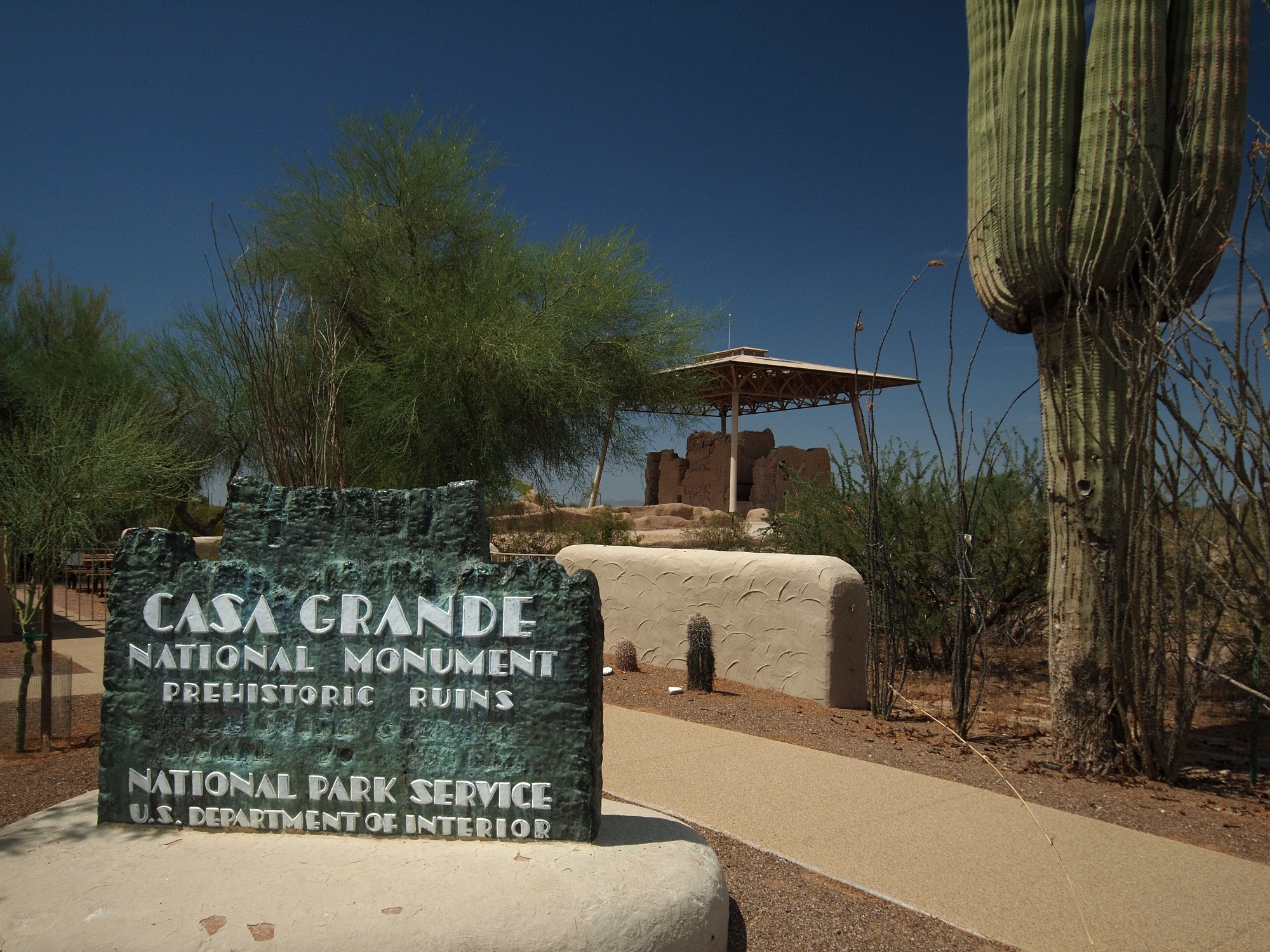
Руїни Каса-Гранде

Каса-Гранде поєднує в собі сучасне місто з сільською спадщиною і старомодними цінностями. Його економічна база являє собою суміш роздрібної торгівлі, фабричне виробництво і сільське господарство. Засноване в 1879 році, Каза-Ґранде було назване на честь знаменитих руїн народу Хохокам в 20 милях на північний схід.
Каза-Ґранде розташоване на півдорозі між Фініксом і Тусоном, та є найбільшим населеним пунктом в окрузі Пінал з моменту його заснування в 1915 році.

## Географія
Каса-Гранде розташована за координатами 32°54′26″ пн. ш. 111°45′44″ зх. д. / 32.90722° пн. ш. 111.76222° зх. д. (32.907111, -111.762121).  За даними Бюро перепису населення США в 2010 році місто мало площу 284,04 км², уся площа — суходіл.

### Клімат
| Клімат : Каса-Гранде         | Клімат : Каса-Гранде | Клімат : Каса-Гранде | Клімат : Каса-Гранде | Клімат : Каса-Гранде | Клімат : Каса-Гранде | Клімат : Каса-Гранде | Клімат : Каса-Гранде | Клімат : Каса-Гранде | Клімат : Каса-Гранде | Клімат : Каса-Гранде | Клімат : Каса-Гранде | Клімат : Каса-Гранде | Клімат : Каса-Гранде |
| Показник                     | Січ.                 | Лют.                 | Бер.                 | Квіт.                | Трав.                | Черв.                | Лип.                 | Серп.                | Вер.                 | Жовт.                | Лист.                | Груд.                | Рік                  |
| Абсолютний максимум, °C      | 31,1                 | 36,1                 | 38,3                 | 43,3                 | 48,9                 | 48,3                 | 50,0                 | 48,9                 | 46,7                 | 42,2                 | 35,6                 | 32,8                 | 50,0                 |
| Середній максимум, °C        | 20,6                 | 22,8                 | 26,1                 | 31,1                 | 36,1                 | 41,1                 | 41,7                 | 40,6                 | 38,3                 | 32,2                 | 25,6                 | 20,0                 | 31,4                 |
| Середній мінімум, °C         | 3,3                  | 5,0                  | 7,2                  | 10,6                 | 15,6                 | 20,0                 | 24,4                 | 23,9                 | 20,0                 | 13,3                 | 6,7                  | 2,8                  | 12,8                 |
| Абсолютний мінімум, °C       | −8,3                 | −8,3                 | −4,4                 | −2,2                 | 2,2                  | 2,2                  | 11,1                 | 13,9                 | 4,4                  | −3,9                 | −5,6                 | −9,4                 | −9,4                 |
| Норма опадів, мм             | 22                   | 24                   | 26                   | 7                    | 5                    | 5                    | 23                   | 44                   | 19                   | 13                   | 14                   | 29                   | 230                  |
| ---------------------------- | -------------------- | -------------------- | -------------------- | -------------------- | -------------------- | -------------------- | -------------------- | -------------------- | -------------------- | -------------------- | -------------------- | -------------------- | -------------------- |
| Джерело: The Weather Channel |                      |                      |                      |                      |                      |                      |                      |                      |                      |                      |                      |                      |                      |

## Демографія

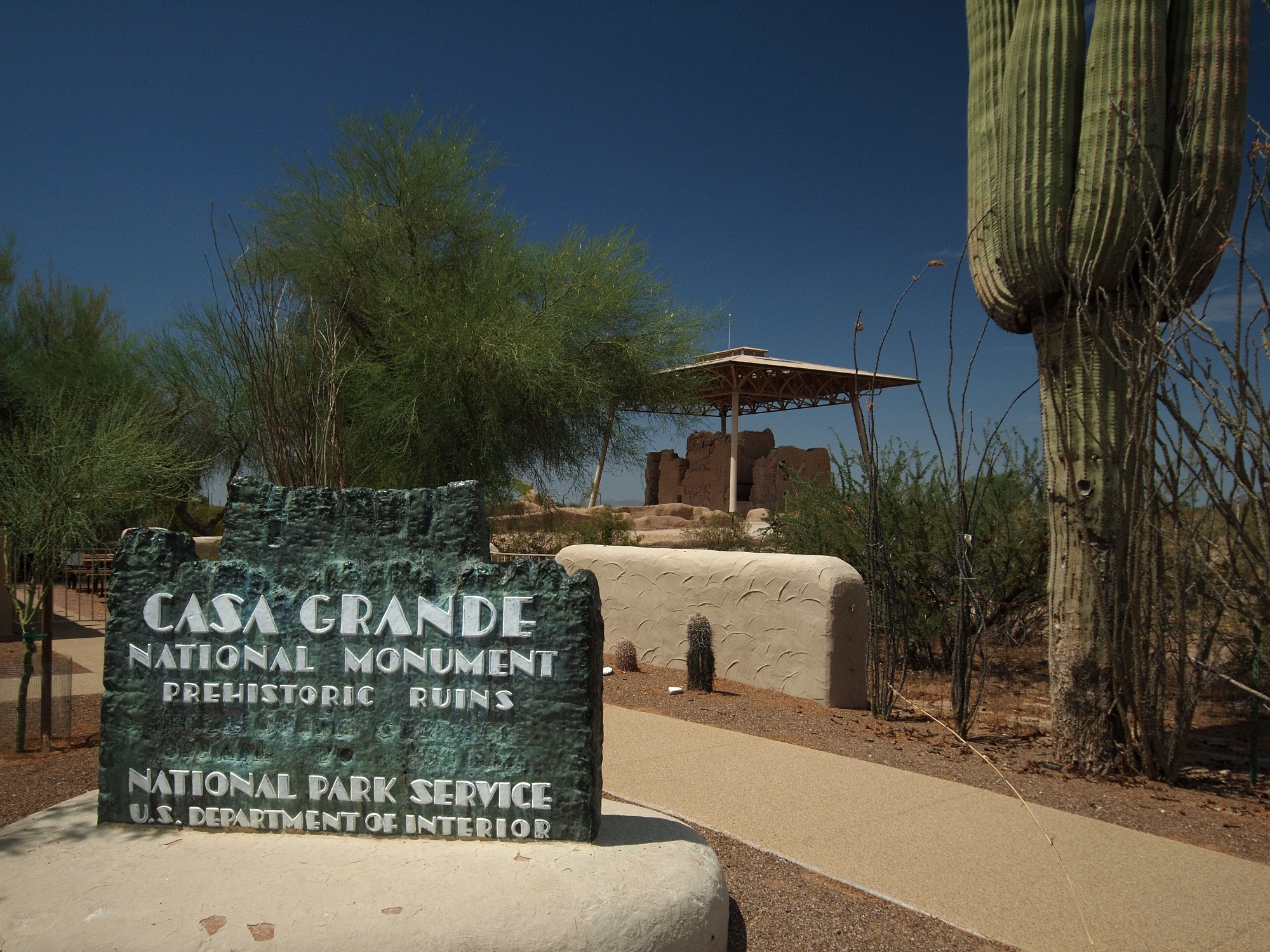
Руїни Каза-Ґранде

Згідно з переписом 2010 року, у місті мешкала 48 571 особа в 17 651 домогосподарстві у складі 12 672 родин. Густота населення становила 171 особа/км².  Було 22400 помешкань (79/км²).
Расовий склад населення:
| - 67,3 % — білих - 4,6 % — корінних американців - 4,6 % — чорних або афроамериканців - 1,8 % — азіатів - 0,2 % — вихідців з тихоокеанських островів - 16,4 % — осіб інших рас |

До двох чи більше рас належало 5,1 %. Частка іспаномовних становила 39,0 % від усіх жителів.
За віковим діапазоном населення розподілялося таким чином: 27,9 % — особи молодші 18 років, 56,3 % — особи у віці 18—64 років, 15,8 % — особи у віці 65 років та старші. Медіана віку мешканця становила 36,0 року. На 100 осіб жіночої статі у місті припадало 94,0 чоловіків;  на 100 жінок у віці від 18 років та старших — 90,3 чоловіків також старших 18 років.
Середній дохід на одне домашнє господарство  становив 59 113 долари США (медіана — 44 348), а середній дохід на одну сім'ю — 67 608 доларів (медіана — 51 484). Медіана доходів становила 40 996 доларів для чоловіків та 35 121 долар для жінок. За межею бідності перебувало 16,9 % осіб, у тому числі 25,5 % дітей у віці до 18 років та 7,3 % осіб у віці 65 років та старших.
Цивільне працевлаштоване населення становило 18 211 осіб. Основні галузі зайнятості: освіта, охорона здоров'я та соціальна допомога — 21,1 %, мистецтво, розваги та відпочинок — 12,8 %, виробництво — 12,4 %.